# Redipiano
Redipiano is een plaats (frazione) in de Italiaanse gemeente San Pietro in Guarano.